# Anthocoris butleri
Anthocoris butleri är en insektsart som beskrevs av Le Quesne 1954. Anthocoris butleri ingår i släktet Anthocoris, och familjen näbbskinnbaggar. Arten är reproducerande i Sverige.